# Patio de Banderas
Le Patio de Banderas est une place publique du quartier Santa Cruz de Séville, en Andalousie (Espagne). Il se trouve à l'intérieur des murailles de l'Alcazar de Séville.

## Histoire
Il doit son nom aux drapeaux (banderas) se trouvant sur la porte de la muraille donnant accès à la cour depuis la place du Triomphe. Dans l'intérieur de l'arc d'entrée il y a un retable dédié à la Vierge de la Conception flanquée par Saint Jacques et Sainte Anne. Sur les côtés du retable se trouvent Saint Pierre et Saint Fernand. Sur la partie supérieure est Saint Joseph avec l'Enfant Jésus sur ses bras.
Dans les années 1970 ont été retrouvés dans le sous-sol les restes archéologiques d'une basilique chrétienne datant du IVè siècle, utilisée à l'époque romaine et wisigothe.
Les orangers ont été plantés à partir du XIXe siècle. En 1928 a été installée une fontaine centrale, réalisée par José Díaz. Le lieu était utilisé pour ceux qui arrivaient à cheval, parce qu'il a toujours eu un sol en terre.
Philippe V a placé ici la Real Armería. Pour cela, l'endroit a été transformé par Ignacio de Sala et Juan Vergel en 1729.
Les bâtiments du trottoir ouest sont plus récents, achevés pour quelques uns dans les années 1930.
La cour aussi a accès par un passage de la rue Judería.

Au XIXe siècle le peintre Joaquín Domínguez Bécquer (oncle de l'écrivain Plu Adolfo et du peintre Valeriano Bécquer) avait son atelier de peinture dans la Halte et il habitait dans une maison du patio de Banderas.

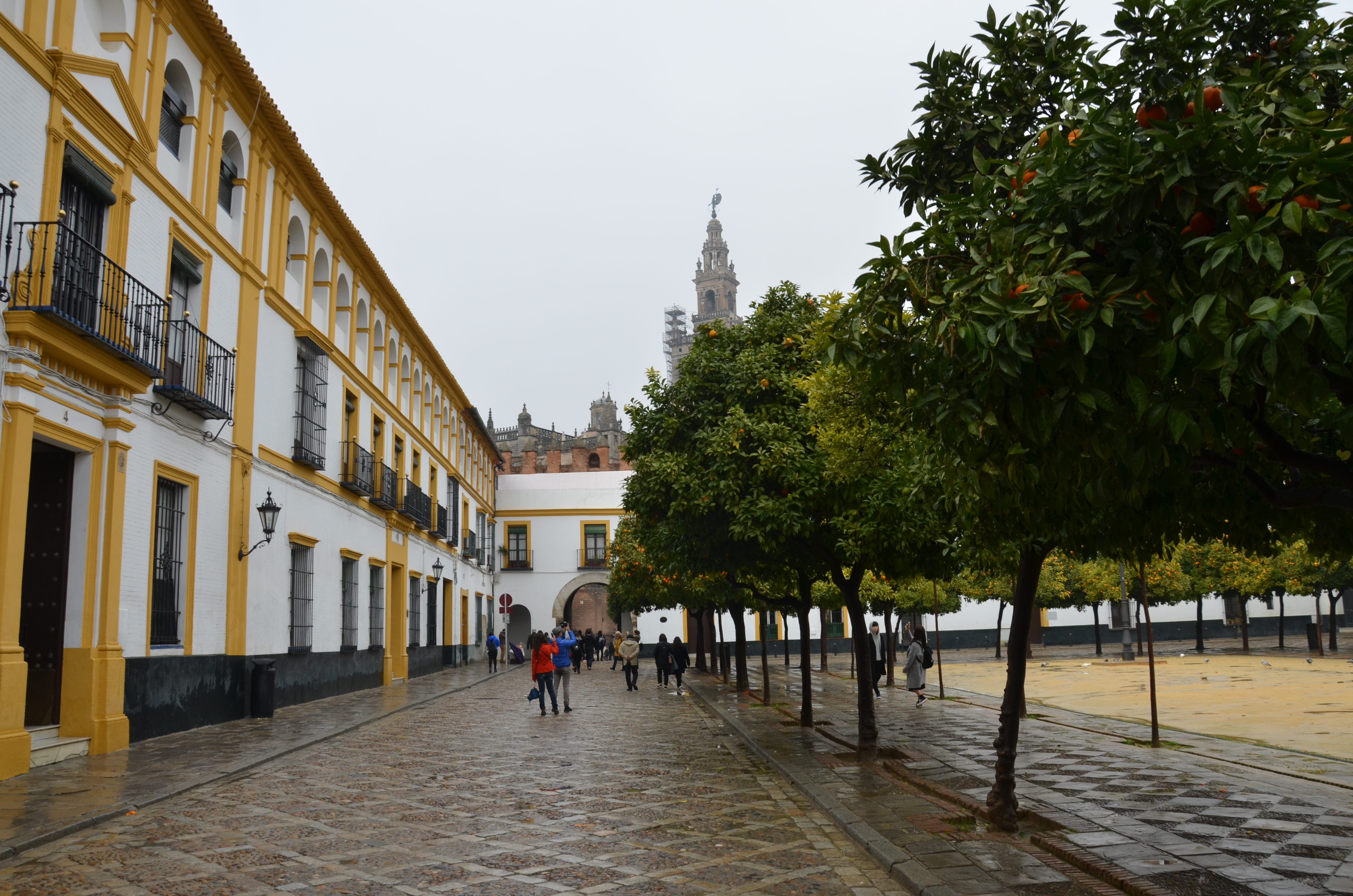
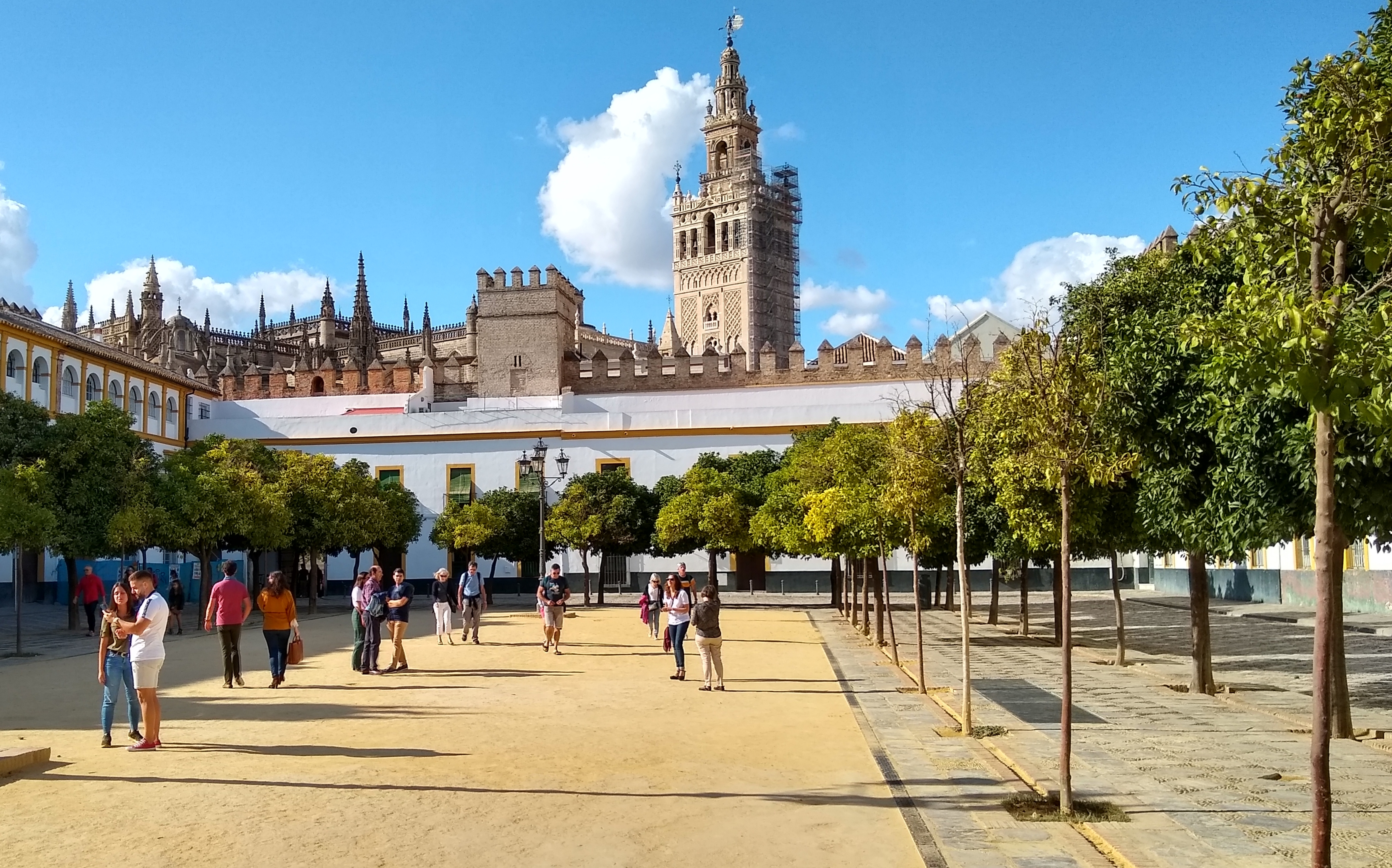
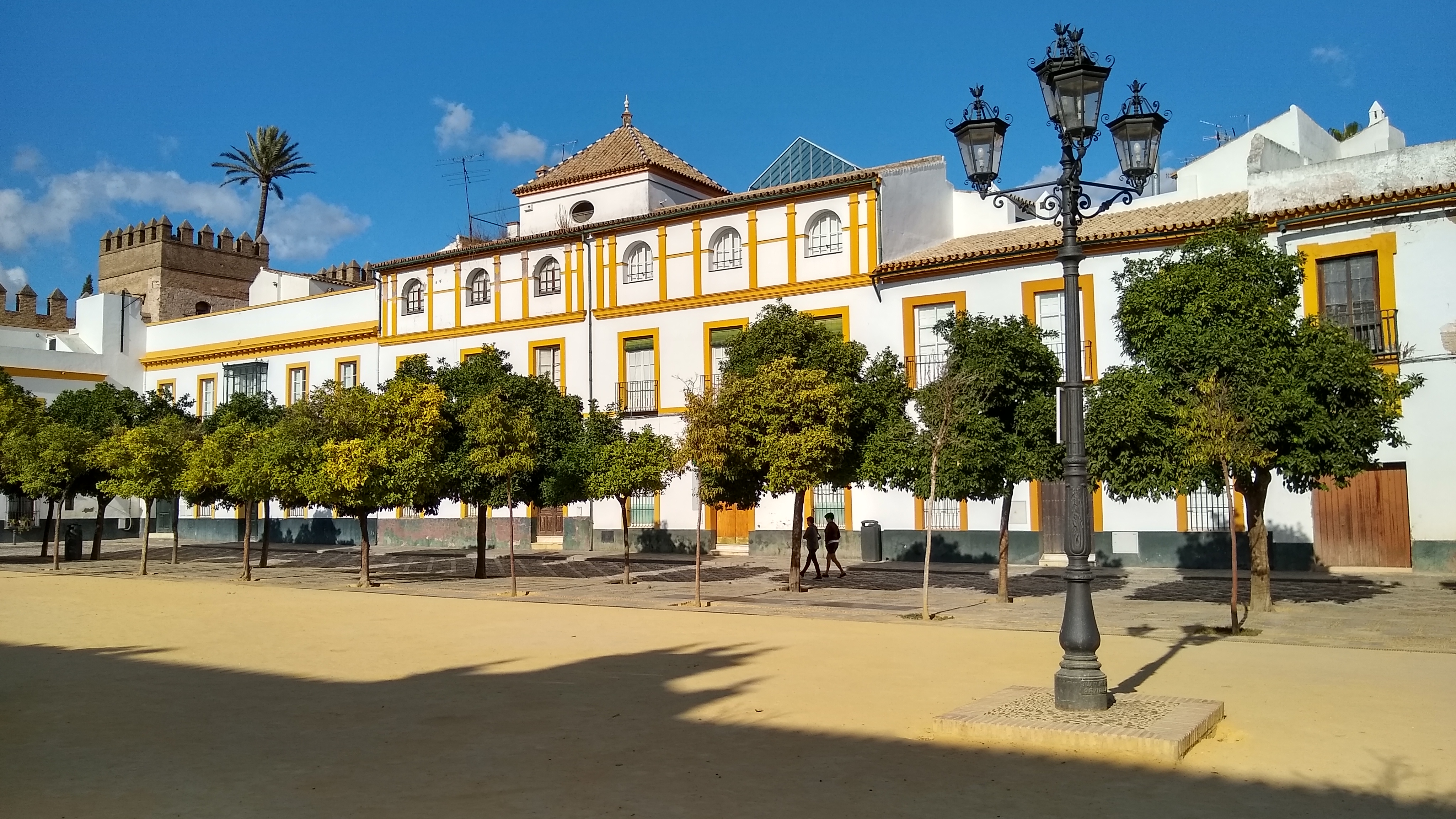
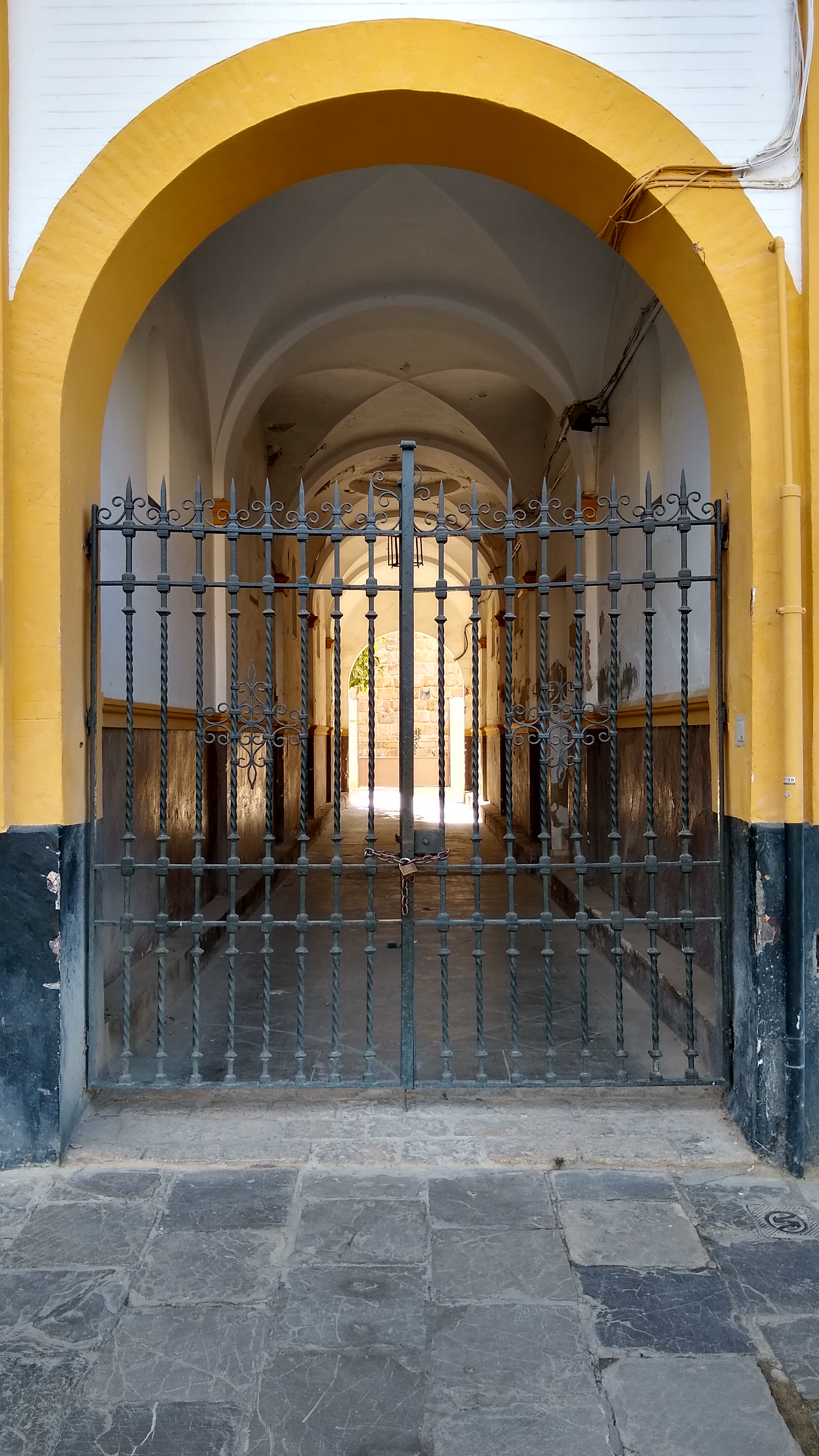